# Mahadewa Portaha
Mahadewa Portaha – gaun wikas samiti we wschodniej części Nepalu w strefie Sagarmatha w dystrykcie Siraha. Według nepalskiego spisu powszechnego z 2001 roku liczył on 593 gospodarstw domowych i 3515 mieszkańców (1718 kobiet i 1797 mężczyzn).